# Примитивни механизми одбране
Према психоаналитичкој теорији, примитивни механизми одбране представљају оне одбрамбене механизме који штите од анксиозности која је повезана са нагоном смрти. Неки од примитивних механизама одбране су цепање, пројективна идентификација, порицање, идеализација и обезвређивање, и они се први јављају у развоју појединца. Њихово присуство у одраслом добу везује се за граничну структуру личности.

## Историја
Мелани Клајн је направила темељну реформулацију појма механизама одбране, те је насупрот класичном ставу да се искључива улога механизма одбране огледа у регулацији афеката и нагона, указала на њихову улогу у процесима који се одигравају између искуства и сазнања, између искуства и интиме. Такође, механизми одбране играју значајну улогу у организацији и поунутрењу односа са објектима. Механизми одбране не само да штите Ја од преплављујућих осећања, него и представљају организационо начело дететовог менталног живота. Клајнова подробно описује два механизма одбране: цепање и пројекцију. Цепање се заснива на Фројдовој идеји да човек у свом раном развоју поседује могућност да разликује оно што представља чисто задовољство за Ја од збира оних искустава у вези с објектима која су изузетно негативна . Према Оту Ф. Кернбергу, цепање је неизбежан алат којим дечије Ја јасно раздваја пријатна од непријатних искустава. Првa се поунутрују, другa се пројектују. Клајнова је описала посебан облик пројекције – пројективну идентификацију, којом се нежељени делови самства и унутрашњих објеката цепају те бивају пројектовани у спољашњи објекат чиме се омогућује посед и контрола над тим објектом . Бион је овај појам проширио кроз метафору садржалаца и садржаног („container“ и „contained“). Пројекција не само да омогућује порицање и пројекцију нежељених делова самства, већ и њихово садржавање унутар објекта. Тако се на пројективну идентификацију може гледати као на први вид комуникације детета са другим .
Ото Ф. Кернберг је интегрисао гледишта психологије Ја и теорије односа са објектима, те повезао нивое патологије личности са типовима одбрамбеног функционисања и развојним нивоом поунутреног односа са објектима. Другим речима, интернализовани односи са објектима организовани су на темељима специфичних одбрамбених структура. Кернберг детаљно описује примитивне механизме одбране и прави јасну разлику између потискивања и цепања. Према Кернбергу, цепање је развојни претходник потискивања и наставља да делује патолошки код оних пацијената који су пре-едипално фиксирани, и због тога такве особе немају могућност да формирају целовите односе са објектом и успоставе његову константност. Дакле, постоје два општа нивоа организације Ја. Први је повезан са пре-едипалном, а други са едипалном патологијом. На пре-едипалном нивоу цепање је главна одбрамбена операција и подупрто је порицањем, примитивном идеализацијом, примитивним обезвређивањем и пројективном идентификацијом.

## Цепање (Splitting)
Цепање укључује мешавину сепарације нагона, афеката, унутрашњих представа објеката, спољашњих односа са објектима и механизама поунутрења. Када су у питању односи са објектима, цепање се односи на то шта особа ради са својим унутрашњим и спољашњим објектима. Ближе речено, цепање се састоји од дељења унутрашњих и спољашњих објеката на дистинктивне делове, или дељење објекта на њихов добар и лош део. У понашању, цепање се испољава у тежњи да се други опажају и описују у терминима непомирљивих супротности. Тежња да се афективно поларизује опис објекта указује на цепање.

## Пројективна идентификација (Projective identification)
Пројективна идентификација се односи на процес који се одиграва када се неподношљиви, те отцепљени делови самства пројектују у спољашњи објекат или део објекта. За разлику од обичне пројекције, оно што је пројектовано на објекат не доживљава се као страно по Ја, већ самство „емпатизује“ са објектом и пројекција представља покушај успостављања контроле над објектом.
Лернер наводи да се у оквиру пројективне идентификације разликују барем три процеса нижег реда: екстернализација делова самства без узимања у обзир одлика спољашњег објекта; замагљење граница између самства и другога; исувише наглашена потреба да се други контролише 

## Обезвређивање (Devaluation)
Обезвређивање се односи на тежњу особе да омаловажи, поквари или умањи важност сопствених унутрашњих или спољашњих објеката. Овај механизам одбране је блиско повезан са завишћу. Одређеније, обезвређивање је у исто време концептуализовано као циљ зависти и одбрана од ње. Завист циља ка достизању добрих одлика објекта, а када то постане неподношљиво, завист тежи да „поквари“ те добре одлике и тако уклони извор осећања зависти;

## Идеализација (Idealization)
Идеализација укључује порицање нежељених одлика објекта, а затим ојачавање објекта пројектовањем сопственог либида или омнипотенције на њега. Циљ овог примитивног механизма одбране је да држи објекат потпуно одвојеним од прогањајућих (персекуторних) објеката, што чува објекат од оштећења или уништења .

## Примитивно порицање (Primitive denial)
Примитивно порицање Кернберг дефинише као пацијентову тенденцију да поништи емоционални значај неке области свести која је у супротности са ониме што он тренутно доживљава. Пацијент је, дакле, свестан чињенице да су у одређеном тренутку његова опажања, мисли и осећања о самом себи или другима потпуно супротни од оних које је имао у неким другим тренуцима, међутим, ова сећања за пацијента немају никакав емоционални значај; она не могу утицати на тренутни осећај. Кернберг наглашава да „примитивно порицање“ подразумева да емоције које се доживљавају у једном тренутку бивају порекнуте у неком другом. Он наглашава да постоји виши ниво порицања, који он назива „негацијом“ и да при том емоционални значај онога што је оповргнуто никада није био присутан у свести . Нижи, примитивнији ниво порицања подржава цепање док виши ниво порицања тежи потискивању.